# Блеквотер (река)
Блеквотер, односно манстерски Блеквотер (енгл. Blackwater, ир. An Abhainn Mhór) је река у Републици Ирској, у југозападном делу државе у покрајини Манстер. Извире на планинама Муларајк у округу Кери и тече источно кроз округ Корк где протиче кроз Малоу и Фермој. Улази у округ Вотерфорд где протиче кроз градове Лизмор и Капокин, и на крају се улива у Келтско море у лучком граду Јолу.
Дужина реке је 169 km, док је површина слива 3.324 km². Дуготрајни просек протока воде износи 89,1 m³/s.